# Sixtine Cousin
Sixtine Cousin (* 23. Oktober 1999 in Genf) ist eine Schweizer Freestyle-Skierin. Sie startet in der Disziplin Skicross.

## Biografie
Cousin war während ihrer Jugend zunächst als alpine Skirennfahrerin tätig. Ab November 2015 bestritt sie FIS-Rennen und nationale Juniorenmeisterschaften. Aufgrund ausbleibender Erfolge wechselte sie auf die Saison 2017/18 hin zum Skicross, wobei sie sich bereits im ersten Winter mit vier Podestplätzen im Europacup etablieren konnte. Bei ihrem ersten Weltcup-Einsatz am 12. Dezember 2017 in Arosa klassierte sie sich auf Platz 30 und gewann damit ihren ersten Weltcuppunkt. Die erste Top-10-Platzierung folgte ein Jahr später am selben Ort, als sie auf den siebten Platz fuhr. Im weiteren Verlauf der Saison 2018/19 folgten zwei zusätzliche Ergebnisse unter den besten zehn, in der Saison 2019/20 gelang ihr dies dreimal. Verletzungsbedingt verpasste sie die erste Hälfte der Saison 2020/21, erzielte jedoch mit Platz 5 in Bakuriani ihr bisher bestes Ergebnis und gewann die Schweizer Meisterschaft.
Mitte Dezember 2021 stürzte Cousin in der Qualifikation für das Weltcuprennen in Val Thorens und zog sich dabei im rechten Knie einen Kreuzbandriss sowie einen Riss des Innen- und Aussenbandes zu, wodurch sie die gesamte restliche Saison verpasste. Im November 2022 gab sie ihr Comeback, wobei sie einen Monat später bereits wieder einen fünften Platz erzielte. Mitte Januar 2023 folgte in St. Moritz der erste Europacupsieg und bei den Weltmeisterschaften 2023 in Bakuriani wurde sie ebenfalls Fünfte. Ihren ersten Weltcupsieg feierte Cousin am 22. Dezember 2023 in Innichen, nachdem sie erstmals überhaupt in den Finaldurchgang vorgestossen war und von einem Fahrfehler von Sandra Näslund profitierte.

## Erfolge

### Weltmeisterschaften
- Park City 2019: 19. Skicross
- Bakuriani 2023: 5. Skicross

### Weltcup
- 14 Platzierungen unter den besten zehn, davon 1 Sieg:

| Datum             | Ort      | Land    |
| ----------------- | -------- | ------- |
| 22. Dezember 2023 | Innichen | Italien |

### Weltcupwertungen
| Saison  | Gesamt | Gesamt | Skicross | Skicross |
| Saison  | Platz  | Punkte | Platz    | Punkte   |
| ------- | ------ | ------ | -------- | -------- |
| 2017/18 | 226.   | 1.00   | 47.      | 1        |
| 2018/19 | 59.    | 20.09  | 14.      | 221      |
| 2019/20 | 72.    | 18.82  | 13.      | 207      |
| 2020/21 | –      | –      | 22.      | 115      |
| 2021/22 | –      | –      | 31.      | 59       |
| 2022/23 | –      | –      | 16.      | 252      |
| 2023/24 | –      | –      | 8.       | 534      |

### Weitere Erfolge
- Junioren-WM 2019 Reiteralm: 5. Skicross
- Europacup: 6 Podestplätze, davon 1 Sieg
- 1 Schweizer Meistertitel (2019)